# Гипогонадизм
Гипогонадизм (мужской) — недостаточность яичек, сопровождающаяся снижением уровня половых гормонов и характерными клиническими проявлениями, обусловленная органической патологией яичек.

## Этиология
Врождённое недоразвитие половых желёз, токсическое, инфекционное, лучевое их поражение, нарушение функции гипоталамо-гипофизарной системы.

## Патогенез
Снижение секреции половых гормонов яичками. При первичном гипогонадизме поражается непосредственно тестикулярная ткань, при вторичном — гипофункция половых желез возникает вследствие поражения гипоталамо-гипофизарной системы со снижением гонадотропной функции гипофиза.

## Симптомы и лечение гипогонадизма
Клинические проявления гипогонадизма зависят от возраста, в котором возникло заболевание, и степени андрогенной недостаточности. Различают допубертатные и постпубертатные формы гипогонадизма. При поражении яичек до полового созревания развивается типичный евнухоидный синдром, отмечаются высокий непропорциональный рост вследствие запаздывания окостенения эпифизарных зон роста, удлинение конечностей, недоразвитие грудной клетки и плечевого пояса. Скелетная мускулатура развита слабо, подкожная жировая клетчатка распределена по женскому типу. Нередка истинная гинекомастия. Кожный покров бледный. Слабое развитие вторичных половых признаков:
- отсутствие оволосения на лице и теле (на лобке — по женскому типу);
- недоразвитие гортани;
- высокий голос.

В зависимости от степени недостаточности андрогенов могут проявляться следующие симптомы:
- отсутствие либидо;
- вялость;
- депрессия;
- нарушение сна;
- приливы.

Половые органы недоразвиты:
- половой член малых размеров;
- мошонка сформирована, но депигментирована, без складчатости;
- яички гипоплазированы;
- предстательная железа недоразвита, нередко пальпаторно не определяется.

При вторичном гипогонадизме, кроме симптомов андрогенной недостаточности, часто наблюдается ожирение, нередки симптомы гипофункции других желёз внутренней секреции — щитовидной, коры надпочечников (результат выпадения тропных гормонов гипофиза). Может наблюдаться симптоматика пангипопитуитаризма. Половое влечение и потенция отсутствуют.
Если выпадение функции яичек произошло после полового созревания, когда половое развитие и формирование костномышечной системы уже закончены, симптомы заболевания выражены меньше. Характерны уменьшение яичек, снижение оволосения лица и тела, истончение кожи и утрата её эластичности, развитие ожирения по женскому типу, нарушение половых функций, бесплодие, вегетативно-сосудистые расстройства.
В диагностике гипогонадизма используются данные рентгенологического и лабораторного исследования. При гипогонадизме, развившемся до периода полового созревания, отмечается отставание «костного» возраста от паспортного на несколько лет. Содержание в крови тестостерона ниже нормы. При первичном гипогонадизме — повышение уровня гонадотропинов в крови, при вторичном — его снижение, в некоторых случаях их содержание может быть в пределах нормы. Экскреция с мочой 17-КС может быть в пределах нормы или ниже её. При анализе эякулята — азоо- или олигоспермия; в некоторых случаях эякулят получить не удается.
Прогноз для жизни благоприятный. Заболевание хроническое, в процессе лечения удаётся уменьшить симптомы андрогенной недостаточности. Трудностей в лечении гипогонадизма нет. В каждом случае терапия должна приводить к полной нормализации клинических проявлений и уровня тестостерона в сыворотке крови. В настоящее время официально определено минимальное значение тестостерона в крови здорового мужчины:
- общий тестостерон, нижней границей нормы которого является уровень в 12 нмоль/л (346 нг/дл), вне зависимости от возраста;
- свободный тестостерон, нижняя граница нормы которого соответствует 250 пмоль/л (72 пг/мл), вне зависимости от возраста.

Для лечения гипогонадизма, в зависимости от клинической картины, могут применяться следующие препараты:
- тестостерона ундеконоат (Андриол);
- тестостерона энантат;
- тестостерона пропионат (частые инъекции);
- комбинация эфиров тестостерона (Сустанон-250[англ.], Омнадрен-250);
- избирательные (селективные) модуляторы рецепторов эстрогена;
- ингибиторы ароматазы;
- хорионический гонадотропин (HCG).